# Leucauge nitella
Leucauge nitella là một loài nhện trong họ Tetragnathidae.
Loài này thuộc chi Leucauge. Leucauge nitella được miêu tả năm 2003 bởi Zhu, Song & Zhang.